# 凱薩琳 (遊戲)
《嘉芙蓮》是由Atlus開發，並於2011年2月17日發售的平台解谜冒險遊戲。本作為Atlus首款高畫質遊戲，對應PlayStation 3及Xbox 360，之後陸續移植到Windows、PlayStation 4、PlayStation Vita和任天堂Switch。
2019年1月11日，遊戲登陆Windows平台（Steam），Windows版移植自原版遊戲，提供更高畫質、遊戲內容不變。加強版《凱薩琳 Full Body》將在PlayStation 4與PlayStation Vita平台推出，於2019年2月14日在日本地區發售，該版本新增不少遊戲內容，包含一位新角色「琳」，以及具有更多機制的解謎方塊，增加解謎部分的挑戰性。
2020年3月26日的任天堂迷你直面會中公佈，加強版的《凱薩琳 Full Body》於2020年7月2日在任天堂Switch上推出。本次內容為加強版劇本及所有DLC的追加內容包括女神異聞錄5的聯動劇本等一併整合，以及額外追加Full Body在原先發售版本中沒有的三位聲優演繹提供選擇。

## 概要
本作由《女神異聞錄系列》的開發小組以恐怖及成人為主題的動作冒險遊戲。
製作人、美術指導、歌曲則由開發《女神異聞錄3》、《女神異聞錄4》的橋野桂、副島成記及目黑將司負責。
而遊戲的動畫部份由Studio 4°C負責製作。開場動畫的背景音樂則選用L-VOKAL的《Yo》。於2010年東京遊戲展中科樂美的攤位中展出。

## 故事
32歲的文森是一個上班族，最近困惱他的問題是相戀五年的女朋友凱薩琳（Katherine）開始在催婚了，由於独自生活過慣了，對於歲數不小的兩人到底一同成家立業好還是各自過活好，深深的讓他無法立即對女朋友答覆決定結婚與否。結果在某天他與一位身材火辣的金髮神秘女孩凱薩琳（Catherine）交談後，這個小惡魔女孩一直誘惑文森和她發生關係，在文森婉拒的當天晚上三杯黃湯下肚後沉沉昏睡，卻遇上了最近他所居住的小鎮中流傳的都市傳說。
|  | 如果做到崩壞之塔的夢，沒有知悉這一切的話就會死亡。 |

在文森第一次拼死拼活逃出惡夢的糾纏後，隔天早上看到了許多男子在住處死亡的新聞，而這個噩夢的真相，則是一位對劈腿行為相當不滿的魔女對濫情男子的復仇……

## 遊戲系統
主角文森遊走噩夢與現實之間，而遊戲分為現實世界的冒險部分及噩夢的動作部分。冒險部分中需要文森在酒吧與朋友或戀人進行對話。而噩夢的動作部分會出現謎一樣的怪物，文森只能往上爬，因為掉下來的結果就只有死亡（Game Over）。

## 登場人物
（Vincent Brooks，声优：山寺宏一）
本作的主角，現年32歲的系統工程師。渴望享受一個人獨自生活，但因為被戀人嘉芙蓮迫婚而情緒低落。自從另一個嘉芙蓮的出現後，使他沉悶的生活產生變化。
嘉芙蓮（Catherine，声优：澤城美雪）
在遊戲標誌及插圖中出現的少女。金髮兩旁有短短捲髮。現年22歲，職業不詳。誘惑文森發生一夜情。真實身份為惡魔，以男人理想對象的模樣出現，專門勾搭不對情人遵守承諾的男人，然後讓boss使之墮入惡夢之中，普通人不會看見她的身影。
（Katherine McBride，声优：三石琴乃）
偉信的女朋友，32歲，淺棕色的長髮，戴著眼鏡，在製衣公司工作。與偉信是中學時代的同學，五年前在校友會重遇並開始約會，正在認真考慮結婚，但因為男友的冷淡態度而抱怨。
（Qatherine / Rin，声优：平野綾）
遊戲加強版新追加角色。出現於酒吧兼職的新人，會在酒吧演奏鋼琴。
奧蘭多·哈迪克（Orlando Haddick，声优：平田廣明）
偉信的老朋友，32歲。已離婚。同樣是系統工程師。
（Jonathan "Jonny" Ariga，声优：子安武人）
偉信及奧蘭的舊識，32歲。在父親所開設的中古汽車買賣行工作。對婚姻抱持著極高的理想，認為唯有「命中註定的對象」才有與之成婚的價值。
（Tobias "Toby" Nebbins，声优：谷山紀章）
莊尼的同事。23歲，身穿藍色工作服。對年齡比自己大的酒吧女服務生有興趣。
（Erica Anderson，声优：皆川純子）
消息靈通的女店員。
午夜维纳斯/石田露西（Midnight Venus / Rue Ishida，配音：皆川純子）
開場白的女神，在隱藏結局中出現。
亞斯塔羅特（Astaroth，声优：皆川純子）
眾神之一，特別重視文森特。

## 評價
本作在發售後獲得普遍好評，對於遊戲的玩法與劇本概念創作得到肯定，特別針對於兩性話題及戀愛探討方面得到玩家及媒體的讚賞。

## 争议
廠商在Windows版发售前宣布解除本作的帧率鎖，但在发售后被部分玩家发现帧率依舊鎖定在30帧，並指出所谓的解帧率鎖機能实际上是多次输出同一帧来“伪造”高帧率的假象。

## 加強版
2017年12月，Atlus宣布加強版《凱薩琳 Full Body》將在PlayStation 4與PlayStation Vita上推出。加強版於2019年2月14日在日本地區發售，歐美地區於2019年9月3日發售（僅發售PS4版本）。該版本提供不少新遊戲內容，諸如新增第三位重要角色「琳」、新劇情、改良遊戲系統、針對女主角提供多位新聲優配音等。
2020年3月26日的任天堂迷你直面會中公佈相消息任天堂Switch上推出，日本及亞洲地區於2020年7月2日發售，北美及歐洲地區於7月7日發售。

## 腳注
- 女神異聞錄3 攜帶版 - 因為開發時間重疊，而且同樣製作人員，偉信以「獨自喝酒的男子」在遊戲中出現。

## 外部連結
- （日語）《嘉芙蓮》官方網站（页面存档备份，存于）
- （日語）《凱薩琳 Full Body》官方網站（页面存档备份，存于）。
- （日語）《凱薩琳 Full Body》任天堂Switch 官方網站（页面存档备份，存于）。